# 園圃街雀鳥花園

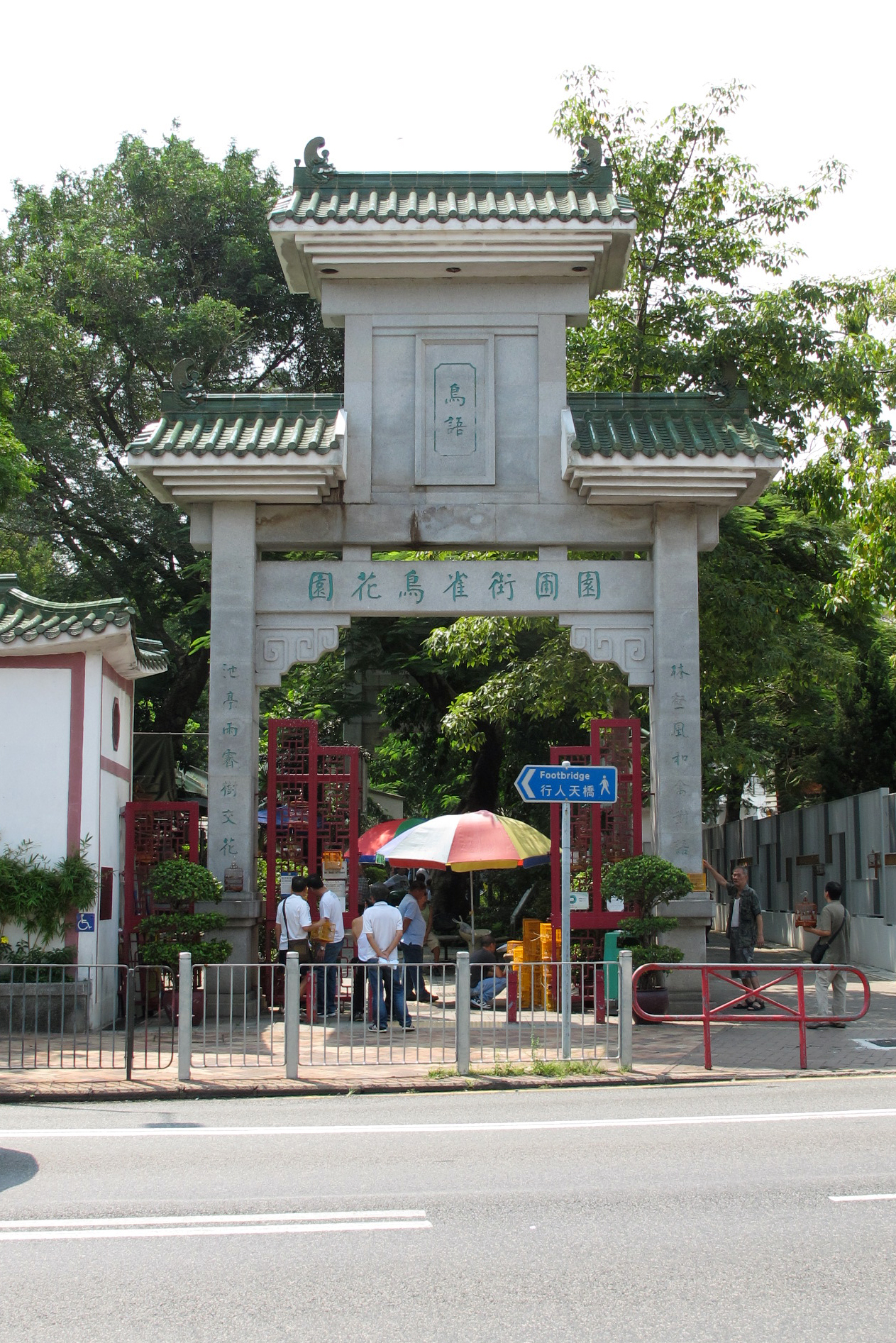
近觀界限街雀鳥花園正門

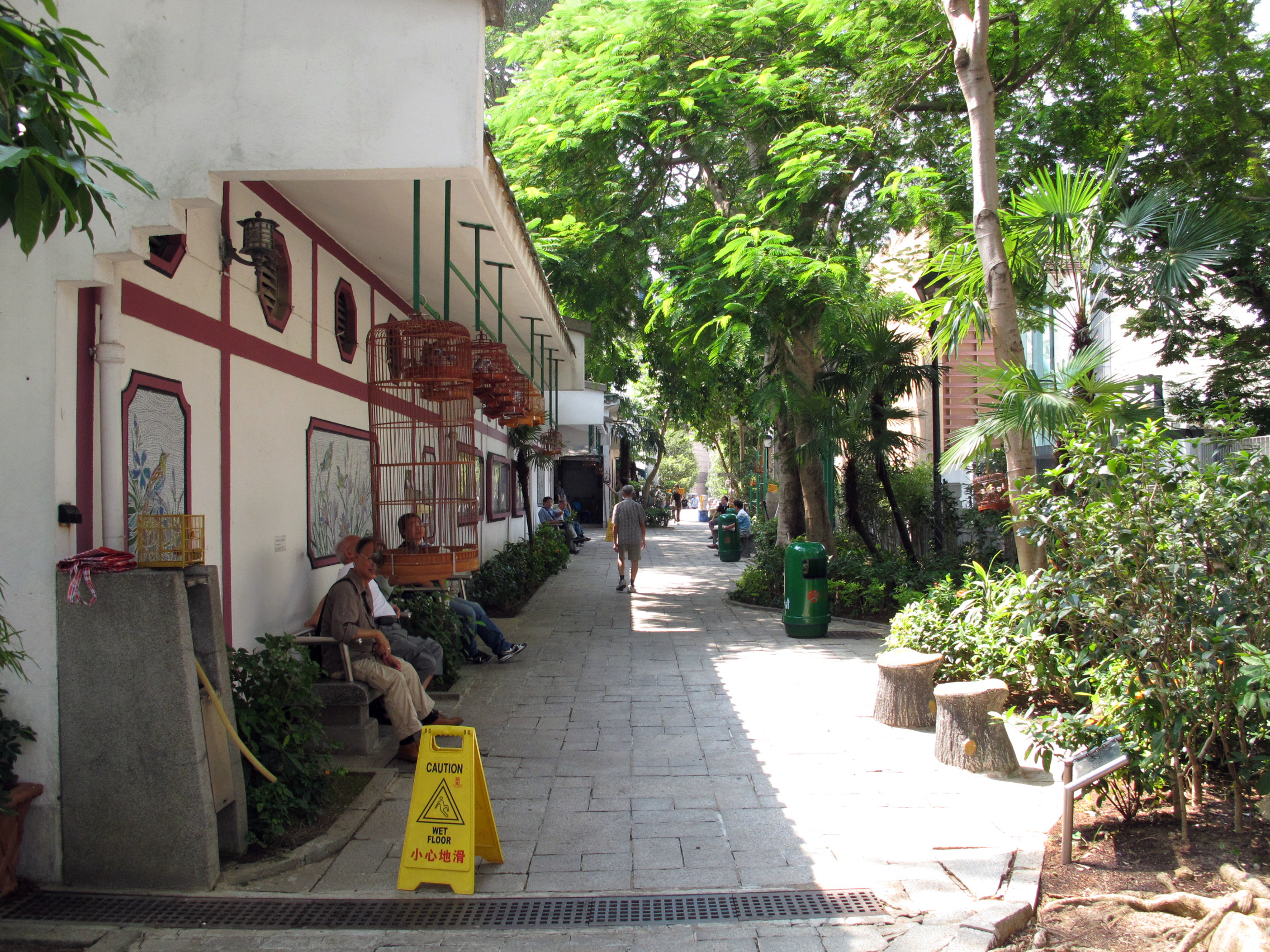
花園內貌

園圃街雀鳥花園（英語：Yuen Po Street Bird Garden）位於香港九龍旺角，處於界限街、基堤道、太子道西及園圃街的交匯處，屬中式庭園建築的主題公園，鄰近旺角大球場及花墟道，佔地約3,000平方米。正門設於界限街，另一入口則設於園圃街。雀鳥花園由土地發展公司（現時的香港市區重建局）耗資2,900萬港元興建，建築工程由1996年3月開始，並在1997年12月13日落成開幕。雀鳥花園地點適中，設計優美，又是售賣雀鳥、雀籠、雀鳥飼料等檔位的集中地，深受愛雀人士歡迎，同時也是一個市民及遊客的好去處。

## 歷史
雀鳥花園的興建，主要是為了配合當時的土地發展公司「亞皆老街/上海街重建計劃」，這項重建計劃的目的是改善該區的環境，原址清拆後興建綜合發展區「朗豪坊」。位於重建範圍內的康樂街，俗稱「雀仔街」，向以售賣鳥類寵物聞名，吸引大批本地愛雀人士及遊客，為了保留「雀仔街」的特色和風貌，故在園圃街興建這個雀鳥花園。花園內除休憩設施外，並設有70個雀鳥檔位給「雀仔街」的販商繼續經營。

## 設施
雀鳥花園是中國式主題花園，其設計強調中國「牌樓」的特色。花園地形狹長，園內「洞門」將花園劃分成不同的庭園，五十多株生長茂盛的老樹，與雀檔分列兩旁，是雀鳥販商及愛雀人士交流心得的好地方。雀鳥花園的建築特色，包括花崗石地板、在日光照射下閃閃生輝的竹形琉璃瓦屋頂，以及花園旁雕刻了不同雀鳥形態的二百多塊青白玉石等。而最特別的要算是近界限街一邊的入口處，裝嵌了一幅雕工精細的百鳥圖。

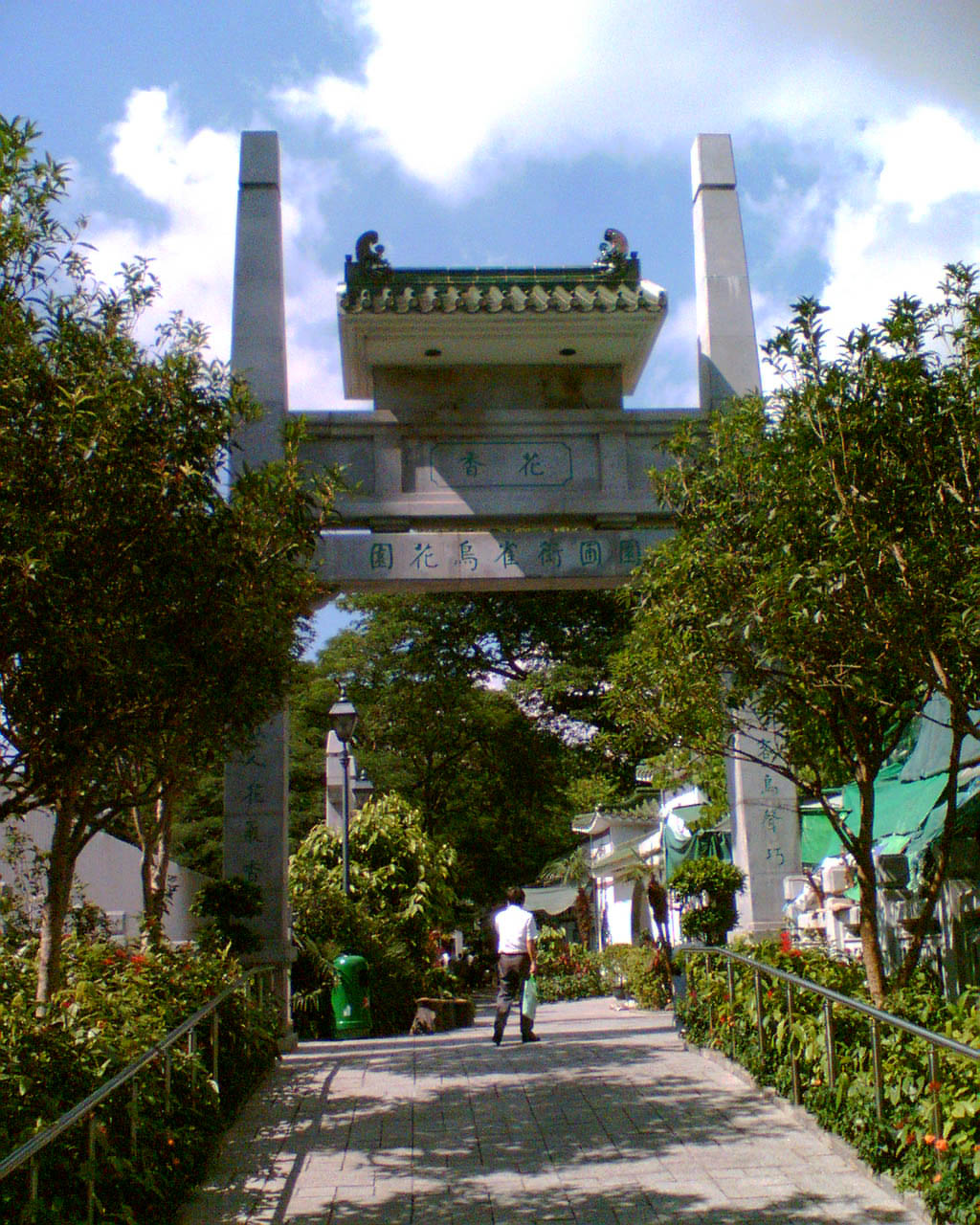
雀鳥花園牌樓之一
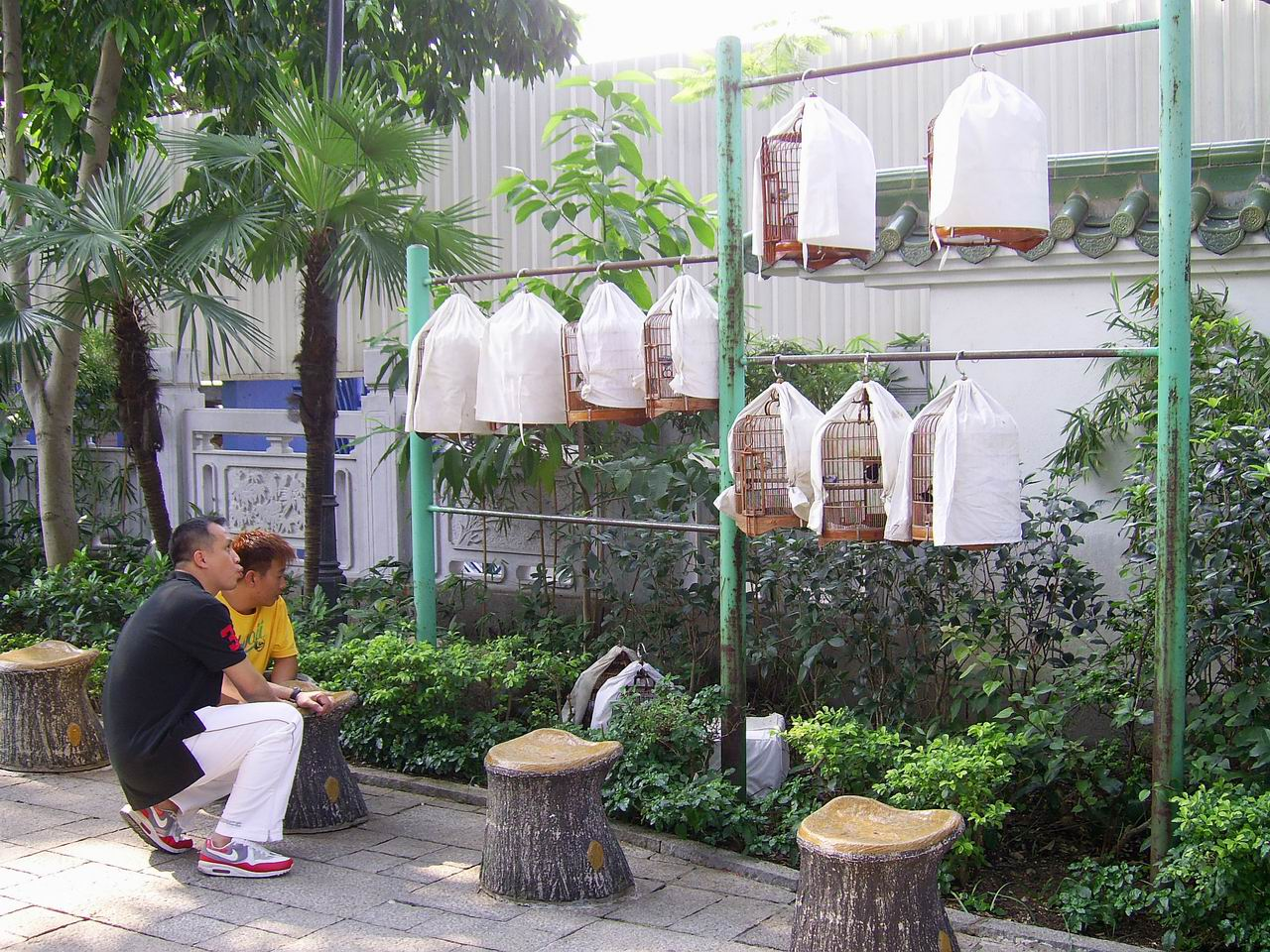
市民在花園賞鳥
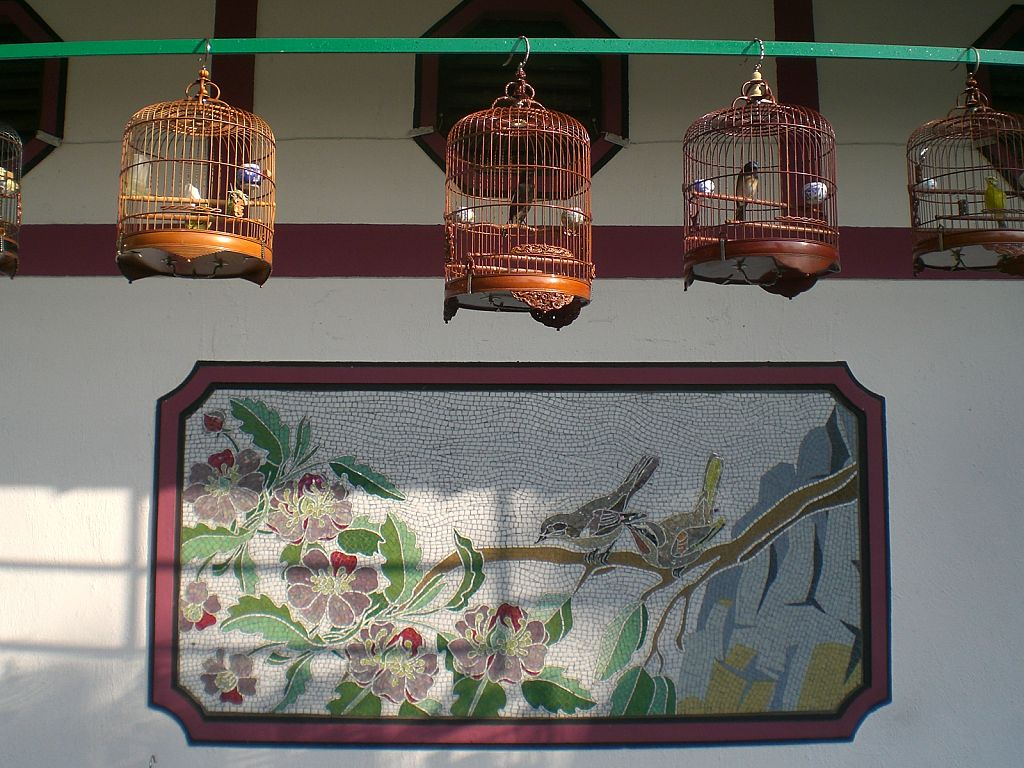
馬賽克壁畫
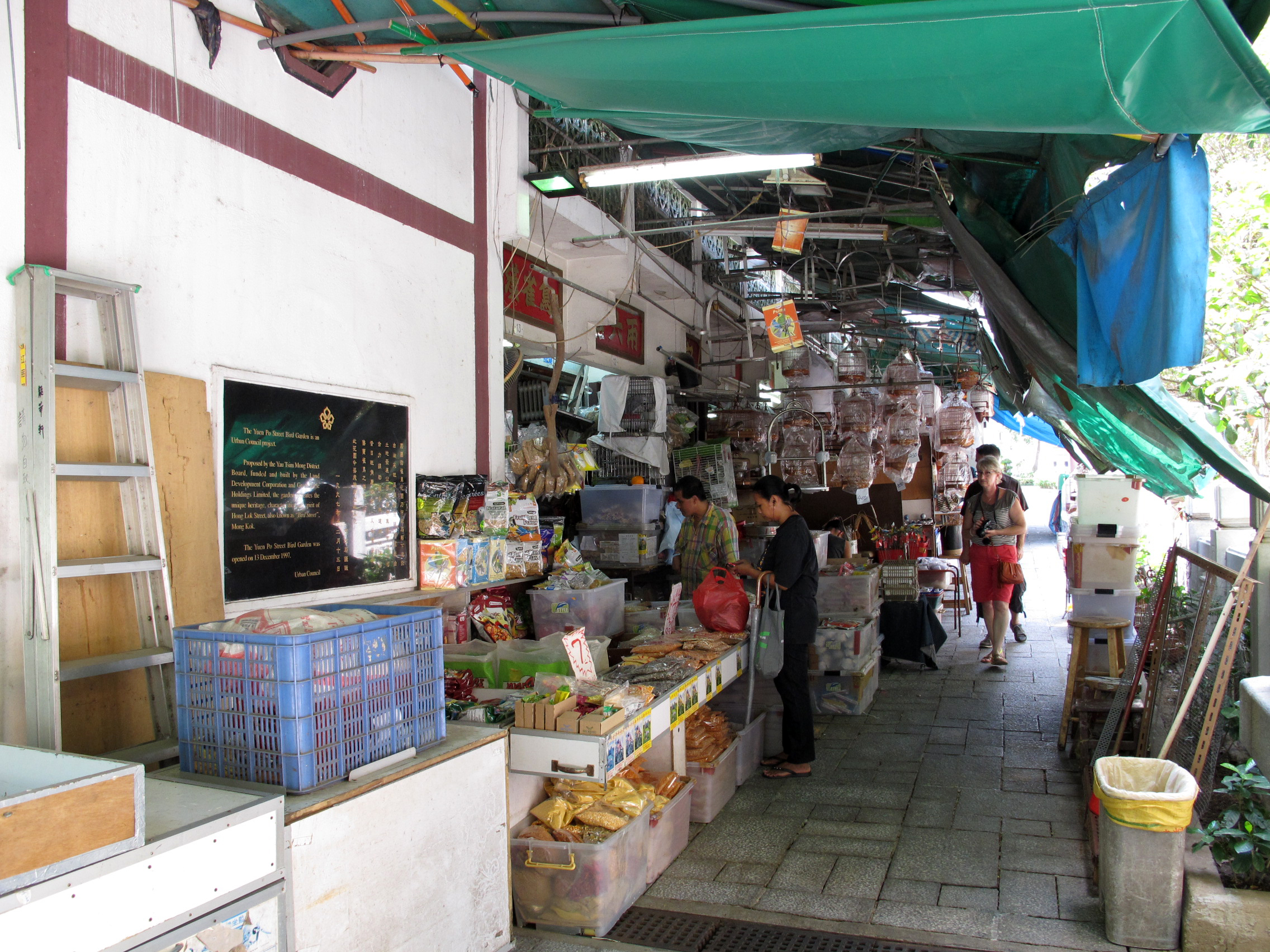
售賣雀鳥的檔位

## 禽流感

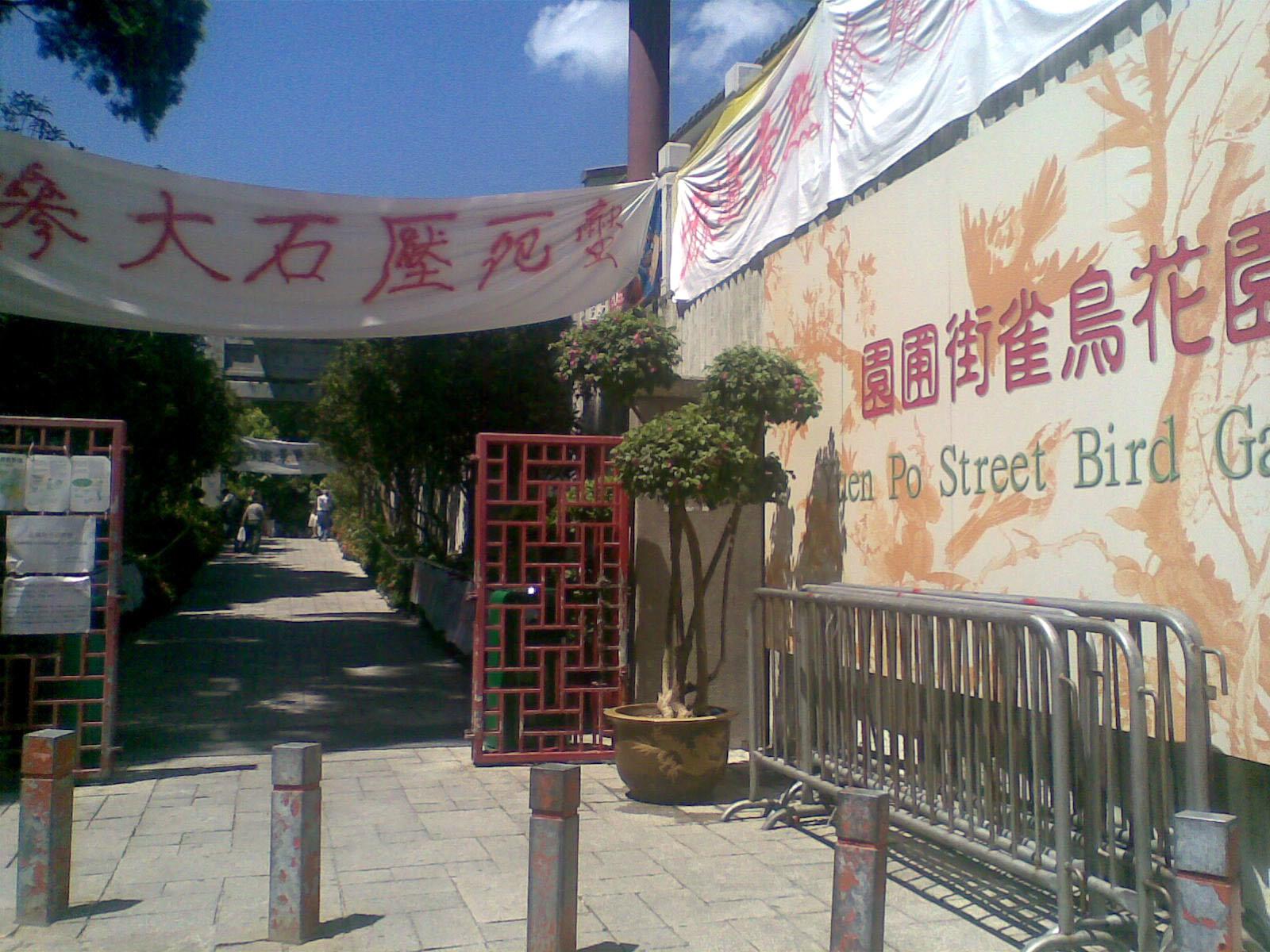
商販在封閉時懸掛的橫額

2004年為防範禽流感入侵香港，政府跨部門會議檢討增強保障雀仔街公共衛生的措施。實施下列措施：
- 除每日例行清洗及每周兩次的特別潔淨行動外，增加每日潔淨行動的次數；
- 增加巡查雀仔街店舖的次數；
- 規定店舖從業員在處理雀鳥糞便時須佩戴手套，並列入為發牌條件之一；及
- 政府於2004年2月3日在雀仔街進行聯合清潔行動。

2007年6月漁農自然護理署發現在雀鳥街其中一店舖寄賣的北椋鳥（Daurian Starling），其糞便對H5N1禽流感呈陽性反應，但仍未發病。漁護署隨即派員前往店舖帶走北椋鳥以及其他300多隻雀鳥，轉移至新界北動物管理中心作進一步化驗。漁護署並由6月17日起全面封閉雀鳥花園消毒，與康文署一同進行清洗，食物環境衞生署亦會加強清潔附近的街道，直至情況滿意才決定重開雀鳥花園。漁護署向受影響的68名商販發放一筆過1萬元恩恤金，以及寬免1個月的租金，公園於7月5日重開。
- 2018年4月13日，有店舖的海南鷯哥糞便驗出可傳人的H5N6禽流感病毒，漁農自然護理署宣布關閉雀仔街21日，雀鳥店內2834雀鳥全數銷毁。[4]

## 禁煙安排
此場地全面禁煙。

## 開放時間
每日07:00-20:00